# Anders Mossling
Anders Mossling (født 20. juli 1963 i Vallentuna) er en svensk skuespiller.
Anders Mossling er uddannet skuespiller hos Scenstudion i Stockholm og Istituto di Arte Scenica i Italien. Han har været aktiv på teatre i Norge, Danmark og Sverige siden 1999, herunder Det Kongelige Teater , Kulturhuset Stadsteatern og Uppsala stadsteater.